# 스티브 아오키
스티브 아오키(영어: Steve Aoki, 일본식 이름 아오키 히로유키(일본어: 青木弘之, あおき ひろゆき), 1977년 11월 30일 ~ )는 미국의 디스크자키다. 윌 아이 앰, 아프로잭, LMFAO, 린킨 파크, 이기 아젤리아, 릴 존, 블링크-182, 레이드백 루크, 방탄소년단, 몬스타엑스, 루이 톰린슨, 라이즈 어게인스트, 로렌 하우레기 그리고 폴 아웃 보이 등과 협업하였다. 여동생은 데본 아오키이다.